# Typhlatya
Typhlatya és un gènere de gambes de la família dels àtids. Són gambes petites i estigobítiques que es troben a la regió de la Mediterrània occidental (França i Espanya), la regió del Carib (les Antilles, les Bahames i el Yucatán), l'illa de l'Ascensió i les Galápagos, tot i que les espècies individuals sovint tenen àrees de distribució molt petites.
Les espècies d'aquest gènere es troben en aigües salades, salobres i dolces, principalment en hàbitats anquialins i cap a mar obert.

## Taxonomia, espècies i conservació
Actualment hi ha 17 espècies reconegudes, de les quals una està catalogada per la UICN com a en perill crític d'extinció (marcada amb «CR» a continuació), i sis es consideren vulnerables (marcades amb «VU»).
Els estudis filogenètics indiquen que el gènere tal com es defineix actualment és parafilètic i cal redefinir-lo, ja que T. galapagensis s'agrupa amb els estesos Antecaridina i T. monae probablement amb l'australià Stygiocaris. A un nivell superior, aquests tres gèneres, juntament amb Halocaridina i Halocaridinides, formen un grup. A més de les espècies següents, «Typhlatya» jusbaschjani (Geòrgia) i «Typhlatya» pretneri (Hercegovina) s'han catalogat en aquest gènere, però el primer és una species inquirenda i les autoritats recents generalment inclouen el segon a Troglocaris.
- Typhlatya arfeae Jaume & Bréhier, 2005 – França
- Typhlatya campecheae H. H. Hobbs III & H. H. Hobbs Jr., 1976 – Península de Yucatán
- Typhlatya consobrina Botoşăneanu & Holthuis, 1970 – Cuba [6]
- Typhlatya dzilamensis Alvarez, Iliffe & Villalobos, 2005 – Península de Yucatán
- Typhlatya elenae Juarrero, 1994 – Cuba [7]
- Typhlatya galapagensis Monod & Cals, 1970 – Illes Galápagos
- Typhlatya garciadebrasi Juarrero de Varona & Ortiz, 2000 – Cuba [8]
- Typhlatya garciai Chace, 1942 – Cuba i possiblement Illes Caicos [9]
- Typhlatya iliffei C. W. J. Hart & Manning, 1981 – Bermudes [10]
- Typhlatya kakuki Alvarez, Iliffe & Villalobos, 2005 – Bahames
- Typhlatya miravetensis Sanz & Platvoet, 1995 – Espanya [11]
- Typhlatya mitchelli H. H. Hobbs III & H. H. Hobbs Jr., 1976 – Península de Yucatán
- Typhlatya monae Chace, 1954 – àmpliament per les illes del Carib
- Typhlatya pearsei Creaser, 1936 – Península de Yucatán
- Typhlatya rogersi Chace & Manning, 1972 – Illa de l'Ascensió
- Typhlatya taina Estrada & Gómez, 1987 – Cuba [12]
- Typhlatya utilaensis Alvarez, Iliffe & Villalobos, 2005 – Illa Útila